# Diogo Fernandes de Almeida, prior do Crato
Diogo Fernandes de Almeida (m. 1508) foi um nobre português do final do século XV e inicio do século XVI.

## Biografia
Exerceu o cargo de prior do Crato, sendo o 6.º e igualmente de monteiro-mor, alcaide-Mor do Castelo de Torres Novas e membro do Conselho Real. Foi também aio de D. Jorge de Lancastre, mestre da Ordem de Santiago e administrador da Ordem de Avis, filho ilegítimo de D. João II de Portugal.
Distinguiu igualmente no Norte de África, na empresa que os cronistas chamam . 
Esteve sitiado no forte "Da Graciosa", levantada no Rio Luco, em Larache, ao largo de Marrocos, que o Rei de Fez pôs-lhe cerco, impedindo a sua conclusão. Por fim fez-se um tratado de paz, retirando os nossos com todas as honras da guerra, e demoliu-se a fortaleza.

## Dados genealógicos
D. Diogo Fernandes de Almeida era filho segundo de D. Lopo de Almeida, 1.° Conde de Abrantes, e de sua mulher Brites da Silva, Camareira-Mor da Rainha D. Leonor, filha de Pedro Gonçalves Malafaia, rico homem, vedor da Fazenda do rei D. João I.
Teve três filhos sacrílegos com Inês Velez, filha de um fidalgo castelhano: 
- D. Lopo de Almeida, Capitão de Sofala, casado com Antónia Henriques, com descendência
- D. Pedro de Almeida, Alcaide-Mor do Castelo de Torres Novas
- D. Estêvão de Almeida, Bispo de Astorga

A sua linhagem daria origem à dos Condes de Avintes de juro e herdade, Condes e Marqueses de Lavradio de juro e herdade, à dos Condes de Assumar de juro e herdade e dos Marqueses de Castelo Novo depois Marqueses de Alorna de juro e herdade.